# Костопольская городская община
Костопольская городская община (укр. Костопільська міська громада) — территориальная община в Ровненском районе Ровненской области Украины.
Административный центр — город Костополь.
Население составляет 43301 человек. Площадь — 657,5 км².
В соответствии с распоряжением Кабинета Министров Украины от 12 июня 2020 года, в состав общины вошла территория Костопольского городского совета, а также Великомидского, Великостыдинского, Гутянского, Золотолинского, Маломидского, Малостыдинского, Пеньковского, Песковского, Подлужненского и Яполотского сельских советов упразднённого Костопольского района.

## Населённые пункты
В состав общины входят 1 город и 29 сёл:
- Город Костополь
- Великомидский старостинский округ:
  - Великий Мидск
  - Осова
- Великостыдинский старостинский округ:
  - Великий Стыдин
- Гутянский старостинский округ:
  - Гута
- Золотолинский старостинский округ:
  - Золотолин
  - Комаровка
  - Тростянец
- Маломидский старостинский округ:
  - Ледно
  - Малый Мидск
  - Рудня
- Малостыдинский старостинский округ:
  - Майдан
  - Малый Стыдин
- Пеньковский старостинский округ:
  - Александровка
  - Брюшков
  - Марьяновка
  - Пеньков
- Песковский старостинский округ:
  - Моквинские Хутора
  - Песков
  - Ракитное
  - Яснобор
- Подлужненский старостинский округ:
  - Великая Любаша
  - Корчевье
  - Космачев
  - Подлужное
  - Трубицы
- Яполотский старостинский округ:
  - Волица
  - Жалин
  - Збуж
  - Яполоть